# Midnight Express
Pour plus de détails, voir Fiche technique et Distribution.
Midnight Express ou L'Express de minuit au Québec est un film dramatique américano-britannique réalisé par Alan Parker, sorti en 1978. Il s’inspire de l'histoire de William Hayes, arrêté et emprisonné en Turquie en 1970, qui avait raconté son histoire dans le livre autobiographique Midnight Express publié en 1977.
Le film se situe en 1970. William Hayes, jeune touriste américain, est en vacances avec sa petite amie Susan en Turquie. Espérant se faire un peu d'argent, il tente de rentrer aux États-Unis avec deux kilogrammes de haschich répartis sur son corps et dissimulés sous ses vêtements. Le 6 octobre, alors qu'il est sur le point de monter dans l'avion, il est, comme les autres passagers, soumis à une fouille de sécurité par des douaniers qui trouvent la drogue. Débute alors pour « Billy » un cauchemar le conduisant à la prison de Sağmalcılar, à Bayrampaşa (district d'Istanbul). D'abord condamné à quatre ans de prison pour détention de drogue, il est rejugé pour l'exemple et se retrouve condamné à trente ans de prison pour trafic de stupéfiants. N'ayant plus rien à perdre, il va tout tenter pour s'évader (« prendre l'express de minuit »).
Le scénario du film diffère du récit autobiographique de William Hayes. Ce dernier critique d'ailleurs le film, tout comme les autorités turques. Oliver Stone, scénariste du film, avoue avoir surdramatisé son scénario. Le film est longtemps interdit en Turquie et suscite quelques controverses. Cela n'empêche pas Midnight Express d'être un succès au box-office et de récolter notamment deux Oscars et six Golden Globes. Le film est également connu pour la musique de Giorgio Moroder, particulièrement le thème principal, Chase.

## Synopsis
En vacances à Istanbul, en Turquie, en 1970, William Hayes, un étudiant américain, s’attache deux kilogrammes de blocs de haschisch sur la poitrine. Alors que sa petite amie et lui s’apprêtent à prendre l’avion pour rentrer aux États-Unis, Billy est arrêté par la police turque, qui est en état d'alerte élevé, redoutant des attentats terroristes. Billy est fouillé et arrêté.
Un Américain obscur — que Billy surnomme Tex en raison de son fort accent texan — arrive et accompagne Billy au poste de police et sert d’interprète lors de l’interrogatoire. Billy affirme avoir acheté le haschisch à un chauffeur de taxi et accepte d’aider la police à le localiser en échange de sa libération. Devant un bar où il semble avoir ses habitudes, Billy désigne le chauffeur de taxi à la police qui l'arrête. Mais, craignant de ne pas être relâché, Billy tente de s'échapper mais est rattrapé par Tex.
Au cours de sa première nuit dans la prison de Sağmalcılar, Billy, frigorifié, se faufile hors de sa cellule afin de récupérer une couverture. Il est ensuite expulsé de sa cellule par le détenu Rifki, qui fait office de maton et brutalement battu par le gardien en chef Hamidou pour ce vol. Quelques jours plus tard, Billy se réveille dans sa cellule, entouré de ses camarades prisonniers occidentaux : Jimmy (un Américain qui a volé deux chandeliers dans une mosquée), Max (un héroïnomane anglais) et Erich (un trafiquant de drogue suédois). Jimmy prévient Billy que la prison est dangereuse pour les étrangers et dit qu’on ne peut faire confiance à personne, même pas aux jeunes enfants.
Billy se retrouve face à son père, un représentant de l'« ambassade » américaine et un avocat turc pour discuter de sa situation. Pendant son procès, le procureur veut le faire condamner pour trafic de drogue. Le juge principal est favorable à Billy et lui inflige une peine de quatre ans pour possession de drogue, une infraction moins grave que le trafic. Billy et son père sont accablés, mais leur avocat turc insiste sur le fait que c’est un bon résultat.
Jimmy veut que Billy se joigne au Midnight Express, une tentative d’évasion par les tunnels souterrains de la prison. Billy, qui doit être bientôt libéré, refuse. Jimmy tente alors une évasion par les toits, mais est pris et sévèrement battu. Cinquante-trois jours avant sa libération, Billy apprend que la Cour de cassation a annulé sa condamnation après un recours de l’accusation, qui voulait à l’origine que Billy soit reconnu coupable de contrebande et non de simple possession de stupéfiants. Lors d'un nouveau procès, il est condamné à trente ans de prison.
En désespoir de cause, Billy accompagne Jimmy et Max pour tenter de s’échapper par les catacombes, sous la prison. Ils abandonnent après s’être heurtés à des impasses sans fin. Rifki informe les gardiens de leur tentative. L’emprisonnement de Billy devient dur et brutal : des scènes de torture physique et mentale se succèdent et Billy fait une dépression nerveuse. Il bat brutalement Rifki, lui arrachant la langue et le laissant pour mort. Il est interné dans le quartier psychiatrique de la prison, où il erre dans l'étourdissement parmi les autres prisonniers perturbés et catatoniques.
En 1975, la petite amie de Billy, Susan, lui rend visite. Épouvantée par l’état de Billy, elle lui dit qu’il doit sortir ou bien mourir. Elle lui laisse un album photo avec de l’argent caché dans la doublure pour aider Billy à s’échapper. Sa visite aide fortement Billy à retrouver ses esprits. Il tente de corrompre Hamidou qui l'emmène alors dans un vestiaire des gardiens où il tente de le violer et Billy le tue accidentellement en se défendant. Billy revêt un uniforme de gardien et sort par la porte d’entrée vers la liberté.
L’épilogue dit que Billy a réussi à traverser la frontière grecque en octobre 1975 et qu'il est arrivé chez lui trois semaines plus tard.

## Fiche technique
- Titre original et français : Midnight Express
- Titre québécois : L'Express de minuit[1]
- Réalisation : Alan Parker
- Scénario : Oliver Stone, d'après le livre de William Hayes et William Hoffer
- Direction artistique : Evan Hercules
- Décors : Geoffrey Kirkland
- Costumes : Milena Canonero
- Photographie : Michael Seresin
  - Deuxième équipe : Bernard Lutic (non crédité)
- Son : Bill Rowe
  - Perchman : Ken Weston
- Montage : Gerry Hambling
- Musique : Giorgio Moroder
  - Synthétiseurs : Harold Faltermeyer et Dan Wyman (non crédités)
- Production : Alan Marshall et David Puttnam
  - Producteur exécutif : Peter Guber
- Sociétés de production : Columbia Pictures et Casablanca Filmworks
- Sociétés de distribution : Columbia Pictures (États-Unis) ; Warner-Columbia Film (France)
- Pays de production : États-Unis et Royaume-Uni
- Langues originales : anglais, turc, maltais, français
- Format : couleur[3] — 35 mm — 1,85:1 — son monophonique
- Budget : 2,3 millions de dollars[4]
- Genre : drame
- Durée : 121 minutes
- Dates de sortie[1] :
  - France : 18 mai 1978 (Festival de Cannes) ; 13 septembre 1978 (sortie nationale)
  - Royaume-Uni : 10 août 1978
  - Canada : 20 septembre 1978 (Festival international du film de Toronto)
  - Belgique : 28 septembre 1978
  - États-Unis : 6 octobre 1978
- France Classification CNC : Interdit en salles aux moins de 16 ans, art et essai (visa d'exploitation no 49535 délivré le 11 septembre 1978)[5]

## Distribution
- Brad Davis (VF : Maurice Sarfati) : William « Billy » Hayes
- Randy Quaid (VF : Michel Creton) : Jimmy Booth
- John Hurt (VF : Michel Vitold) : Max
- Bo Hopkins (VF : Mike Marshall) : Tex
- Paul L. Smith : Hamidou
- Mike Kellin (VF : André Valmy) : M. Hayes
- Norbert Weisser (VF : Denis Manuel) : Erich
- Irene Miracle (VF : Francine Lainé) : Susan
- Paolo Bonacelli (VF : Henry Djanik) : Rifki
- Michael Ensign (VF : Bernard Woringer) : Stan Daniels
- Franco Diogene : Yesil
- Gigi Ballista : le juge
- Kevork Malikyan : le procureur
- Peter Jeffrey (VF : Claude Joseph) : Ahmet
- Alan Parker : un homme aux cheveux longs à l'aéroport (non crédité)

## Production

### Développement
Le film s'inspire de l'autobiographie Midnight Express de Billy Hayes, coécrite avec William Hoffer. Oliver Stone, presque inconnu à l'époque, est engagé comme scénariste par les producteurs. Quelques années plus tard, lors d'une interview, le réalisateur Alan Parker avoue qu'à l'époque, tout le monde pensait qu'Oliver Stone ne ferait qu'écrire le premier jet du scénario et qu'ensuite Alan Parker le réécrirait. Finalement, tous les producteurs et Alan Parker sont d'emblée séduits par le travail d'Oliver Stone, même si les rapports de Stone avec Putnam et Parker ne sont pas très chaleureux.

### Attribution des rôles
Richard Gere était le premier choix du studio pour le rôle principal,. Dennis Quaid et Brad Davis passent ensuite des essais. Malgré une très bonne prestation de Dennis Quaid, c'est Brad Davis qui obtient le rôle car il avait, selon les producteurs, une plus forte vulnérabilité, nécessaire dans la seconde partie du film.

### Tournage

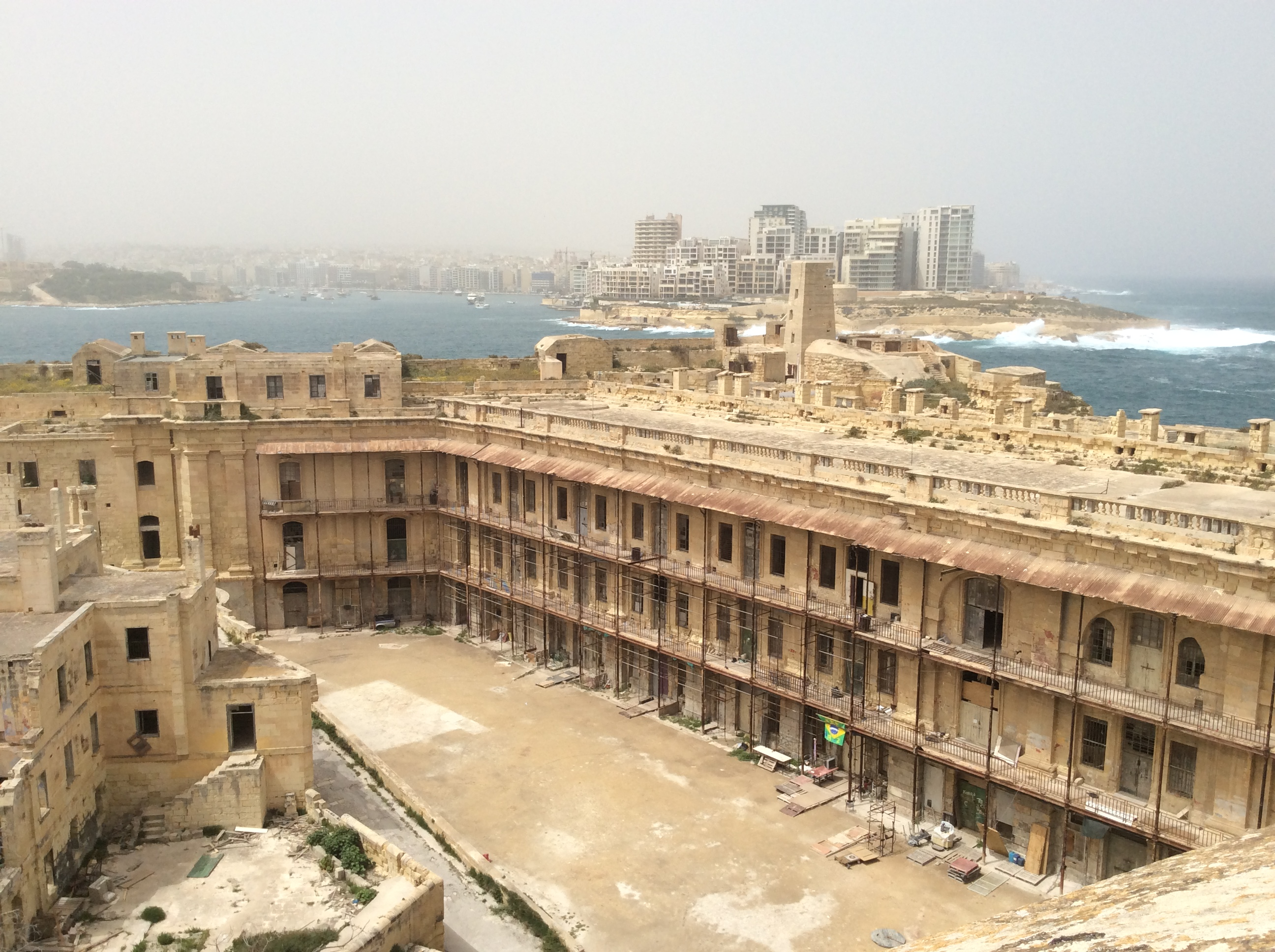
Fort Saint-Elme de La Valette.

Le tournage débute le 12 septembre 1977. Il s'est révélé éprouvant pour l'équipe du film à cause d'une durée de seulement cinquante-trois jours, d'un rythme de travail de six jours sur sept, d'un climat chaud et humide et d'un sujet lourd à traiter. Brad Davis s'est tellement investi qu'il a déclaré à la fin du tournage avoir eu l'impression d'avoir réellement vécu quatre années entières en prison. Alan Parker a reconnu avoir poussé l'acteur dans ses derniers retranchements et que l'expérience a fini par l'affecter aussi bien physiquement que mentalement,.
Bien que l'histoire du film se déroule largement en Turquie, il a été tourné entièrement à Malte, après le refus d'Ankara d'accueillir le tournage. Quelques prises de vues d’Istanbul, précédemment filmées, ont été insérées au montage. Les scènes de la prison ont été majoritairement tournées au fort Saint-Elme de La Valette. La scène du souk, où Hayes indique aux autorités le chauffeur de taxi qui lui a vendu sa drogue, a été tournée dans le vieux marché couvert de La Valette, sur Merchants Street ; celles des deux procès ont été tournées dans le cloître du monastère dominicain Triq Il-Kullegg à Rabat et la « section 13 » pour les criminels aliénés à la Sacra Infermeria de La Valette.
La majorité des acteurs sont donc des Maltais locaux ainsi que quelques Italiens, Américains, Grecs et Arméniens jouant des Turcs.
Le manque de budget oblige l’équipe de tournage à modifier la fin du film. Dans la véritable histoire, William Hayes parvient à s'enfuir lors d'un transfert de prisonniers et non déguisé en gardien comme dans le long métrage.

### Musique
Albums de Giorgio Moroder
From Here to Eternity
(1977) Music from "Battlestar Galactica" and Other Original Compositions
(1978)
Alors qu'Alan Parker avait prévu d'utiliser de la musique déjà existante de Vangelis, les producteurs lui présentent Giorgio Moroder. D'abord réticent au style très disco et électronique du compositeur, Alan Parker décide finalement de l'engager. La musique devient un énorme succès et reçoit de nombreux prix dont l'Oscar de la meilleure musique de film. C'est la première bande originale entièrement composée avec des synthétiseurs à recevoir cette récompense. Certains titres de la bande originale sont entendus en fond sonore sur l'enregistrement audio du testament du célèbre gangster Jacques Mesrine.
Liste des titres
1. Chase – Giorgio Moroder (8:24)
2. Love's Theme – Giorgio Moroder (5:33)
3. Theme from Midnight Express (Instrumental) – Giorgio Moroder (4:39)
4. Istanbul Blues (Vocal) – David Castle (3:17)
5. The Wheel – Giorgio Moroder (2:24)
6. Istanbul Opening – Giorgio Moroder (4:43)
7. Cacophoney – Giorgio Moroder (2:58)
8. Theme from Midnight Express (Vocal) – Chris Bennett (en) (4:47)

## Accueil

### Critique et box-office
Midnight Express a rencontré un accueil critique favorable et aussi un succès commercial dès sa sortie en salles : aux États-Unis, le film a récolté 35 000 000 USD de recettes au box-office, permettant ainsi au film d'être rentable en comparaison du budget de 2,3 millions de dollars. En France, le film obtient un large succès commercial, en totalisant 5 973 335 entrées, se hissant en tête du box-office français de 1978.
En France, le film a été exploité entre 1978 et 1987, dont une reprise en salles importante en 1982, voici le nombre d'entrées réalisées par le film au cours de ses exploitations,:
| - 951 801 entrées en 1978 - 573 822 entrées en 1979 - 576 136 entrées en 1980 | - 428 792 entrées en 1981 - 1 259 175 entrées en 1982 - 597 460 entrées en 1983 |

### Réactions et conséquences
Le 18 mai 1978, Midnight Express est présenté à un public de journalistes du monde entier, à l'occasion du festival de Cannes. Il y est notamment qualifié de « scandaleux » ou encore de « film le plus violent jamais présenté au festival », mais les spectateurs l'applaudissent.
Quarante-trois jours plus tard, les États-Unis et la Turquie entraient dans d'importantes négociations sur l'échange de prisonniers.
L'État turc tente de faire interdire le film, qualifié de « raciste ». Cela refroidit un temps les relations du pays avec les États-Unis. Le film aurait par ailleurs eu des répercussions sur la fréquentation touristique.
Le film est interdit de diffusion en Turquie jusqu'en 1993,.
En décembre 2004, lors d'une visite en Turquie, Oliver Stone a admis avoir « surdramatisé » son scénario et l'intrigue d'origine,. Le réalisateur Alan Parker demeure quant à lui très fier de son film : « Je ne m’excuserai jamais ! […] Nous avons conçu une œuvre pour une période particulière. Et si les gens parlent encore du film trente-cinq ans après, c’est que l’on a fait quelque chose de bien ! »
Le 15 juin 2007, William Hayes retourne en Turquie, un peu moins de quarante ans après son incarcération. Il présente ses excuses à propos du film et déclare notamment : « Je dois accepter ma part de responsabilité pour les dégâts qu'il a causés. [...] Le film a donné une image terrible de la Turquie et du peuple turc qui n'était pas juste et ne correspondait pas à mon expérience. »

## Distinctions
Sauf indication contraire, les informations mentionnées dans cette section peuvent être confirmées par la base de données cinématographiques IMDb,  présente dans la section « Liens externes ».

### Récompenses
Oscars 1979
- Meilleure musique originale pour Giorgio Moroder
- Meilleur scénario adapté pour Oliver Stone

BAFTA Awards 1979
- Meilleur réalisateur pour Alan Parker
- Meilleur montage pour Gerry Hambling
- Meilleur acteur dans un second rôle pour John Hurt

Golden Globes 1979
- Meilleur film dramatique
- Révélation masculine de l'année pour Brad Davis
- Révélation féminine de l'année pour Irene Miracle
- Meilleur second rôle pour John Hurt
- Meilleure musique originale pour Giorgio Moroder
- Meilleur scénario pour Oliver Stone

### Nominations
Festival de Cannes 1978
- En compétition pour la Palme d'or

Oscars 1979
- Meilleur réalisateur pour Alan Parker
- Meilleur acteur dans un second rôle pour John Hurt
- Meilleur montage pour Gerry Hambling

BAFTA Awards 1979
- Meilleur film
- Meilleur acteur pour Brad Davis
- Meilleur nouveau venu dans un rôle principal pour Brad Davis

Golden Globes 1979
- Meilleur acteur dans un film dramatique pour Brad Davis
- Meilleur réalisateur pour Alan Parker

## Commentaires

### Le titre
Dans l'argot des prisons, le Midnight Express (l'« Express de minuit ») est un terme employé par les prisonniers pour désigner l'évasion. Les détenus du film répètent cependant que « l'« Express de minuit » ne s'arrête pas à Sağmalcılar. »

### Anachronismes
Certains Turcs y portent le fez alors qu'il n'est plus porté en Turquie depuis l'abolition des couvre-chefs symboliques ottomans en 1923 par la république turque.

### Midnight Return
Sally Sussman a réalisé le documentaire Midnight Return, présenté au festival de Cannes 2016. Tourné sur huit ans, le film revient sur les coulisses du film. William Hayes explique la haine que le film a suscité envers lui et déclare notamment : « J’ignorais à quel point le film serait efficace pour créer une animosité contre ce peuple ». Un journaliste turc interviewé explique notamment : « Pour nous, il était diabolique ». On peut également voir le retour de William Hayes en Turquie en 2007.

### Vidéographie
- zone 2 : Midnight Express, Columbia TriStar Home Entertainment, 2004,  (EAN 8-712609-064865) — Making of en supplément.
- Blu-ray Région B : Midnight Express, Sony Pictures Entertainment, 2009,  (EAN 3-333299-100067).